# Mineralnye Vody
Mineralnye Vody (en russe : Минеральные Воды, littéralement « Eaux minérales ») est une ville et une station thermale du kraï de Stavropol, en Russie. Sa population s'élevait à 69 569 habitants en 2023. Elle est également surnommée par son nom abrégé Min-Vody (en russe : Мин-Воды).

## Géographie
Mineralnye Vody est située au pied des montagnes du Caucase, à 130 km au sud-est de Stavropol. Elle est arrosée par le fleuve Kouma et est reliée par chemin de fer à Rostov-sur-le-Don et à Bakou (Azerbaïdjan). 

### Climat
| Mois                                        | jan.       | fév.       | mars       | avril     | mai       | juin      | jui.      | août      | sep.      | oct.      | nov.       | déc.       | année      |
| ------------------------------------------- | ---------- | ---------- | ---------- | --------- | --------- | --------- | --------- | --------- | --------- | --------- | ---------- | ---------- | ---------- |
| Température minimale moyenne (°C)           | −5,6       | −5,4       | −0,5       | 4,5       | 9,8       | 14        | 16,4      | 16,1      | 11,6      | 6,2       | 0,2        | −4         | 5,3        |
| Température moyenne (°C)                    | −2,4       | −1,6       | 3,8        | 10,2      | 15,8      | 20,4      | 23,3      | 22,8      | 17,4      | 10,8      | 3,7        | −0,9       | 10,3       |
| Température maximale moyenne (°C)           | 1,8        | 3,5        | 9,6        | 17        | 22,6      | 27,4      | 30,7      | 30,2      | 24,5      | 16,9      | 8,6        | 3,3        | 16,3       |
| Record de froid (°C) date du record         | −33,3 1940 | −31,6 1945 | −23,4 1972 | −7,6 1956 | −2,9 1999 | 3,2 1945  | 7,4 2006  | 4,2 1949  | −4,6 1956 | −18 1976  | −23,6 1956 | −31,5 1945 | −33,3 1940 |
| Record de chaleur (°C) date du record       | 19,5 1948  | 21,9 2020  | 30,3 2008  | 34,5 1970 | 34,9 1945 | 37,5 1969 | 40,2 2021 | 41,1 1948 | 37,4 2007 | 34,1 1999 | 25,8 1992  | 19,4 1961  | 41,1 1948  |
| Précipitations (mm)                         | 19         | 18         | 32         | 53        | 68        | 82        | 63        | 43        | 38        | 38        | 28         | 27         | 509        |
| dont neige (cm)                             | 4          | 4          | 1          | 0         | 0         | 0         | 0         | 0         | 0         | 0         | 1          | 3          | 13         |
| Record de pluie en 24 h (mm) date du record | 17 1959    | 20 2009    | 25 1972    | 64 1995   | 75 1962   | 124 2002  | 59 1951   | 58 1950   | 70 1944   | 39 1987   | 25 1979    | 29 1971    | 124 2002   |
| Nombre de jours avec précipitations         | 11         | 9          | 14         | 15        | 15        | 15        | 12        | 11        | 14        | 15        | 15         | 12         | 158        |
| Humidité relative (%)                       | 84         | 82         | 79         | 72        | 72        | 71        | 66        | 66        | 72        | 79        | 85         | 86         | 76         |
| Nombre de jours avec neige                  | 14         | 14         | 9          | 1         | 0,1       | 0         | 0         | 0         | 0         | 1         | 5          | 11         | 55         |
| Nombre de jours d'orage                     | 0,1        | 0,1        | 0,4        | 2         | 6         | 8         | 6         | 7         | 3         | 0,3       | 0,1        | 0          | 33         |
| Nombre de jours avec brouillard             | 10         | 9          | 7          | 3         | 2         | 1         | 1         | 1         | 3         | 7         | 9          | 11         | 64         |

| Diagramme climatique                                  |           |           |         |           |          |            |            |            |           |          |         |
| J                                                     | F         | M         | A       | M         | J        | J          | A          | S          | O         | N        | D       |
| 1,8−5,619                                             | 3,5−5,418 | 9,6−0,532 | 174,553 | 22,69,868 | 27,41482 | 30,716,463 | 30,216,143 | 24,511,638 | 16,96,238 | 8,60,228 | 3,3−427 |
| Moyennes : • Temp. maxi et mini °C • Précipitation mm |           |           |         |           |          |            |            |            |           |          |         |

## Histoire
La ville doit sa naissance à la construction de la voie ferrée Rostov – Vladikavkaz, qui entra en service en 1875, et à la création d'un dépôt de chemin de fer employant quelque 500 travailleurs. Des colons s'installèrent ensuite à proximité avec l'autorisation du sultan Djanbek Giray. Ils étaient pour la plupart artisans et commerçants. En 1878, le village reçut un statut juridique et le nom de Soultanovski. Il accéda au statut de ville en 1920. Dans les années 1930, furent établis des carrières et des usines pour le traitement de minerais non métalliques pour la construction. Après la construction de l'aéroport en 1925, la ville devint un point important du réseau aérien de l'Union soviétique. 
Au cours de la Seconde Guerre mondiale, Mineralnye Vody occupait une position stratégique, car c'était l'un des points d'accès aux champs de pétrolifères du Caucase. Elle fut prise par la Wehrmacht en août 1942. Pendant l'occupation, qui dura jusqu'en janvier 1943, de 6500 à 7500 Juifs y sont assassinés sur place dans le cadre de la Shoah par balles. De plus, une grande partie de l'infrastructure urbaine fut détruite, y compris la gare de chemin de fer. Dans la période d'après-guerre, les installations furent reconstruites et la population augmenta rapidement.

## Population
Recensements ou estimations de la population
| 1926*  | 1931   | 1939*  | 1959*  | 1970*  | 1979*  |
| ------ | ------ | ------ | ------ | ------ | ------ |
| 17 777 | 22 719 | 30 833 | 40 131 | 55 149 | 67 381 |

| 1989*  | 2002*  | 2010*  | 2012   | 2013   | 2014   |
| ------ | ------ | ------ | ------ | ------ | ------ |
| 81 123 | 75 644 | 76 481 | 76 441 | 76 291 | 76 205 |

| 2015   | 2016   | 2017   | 2018   | 2019   | 2020   |
| ------ | ------ | ------ | ------ | ------ | ------ |
| 75 974 | 75 620 | 75 381 | 74 758 | 74 141 | 73 925 |

## Transports
La ville est desservie par l'Aéroport de Mineralnye Vody. La route fédérale R217 dessert la ville, route reliant la M4 à la frontière avec l'Azerbaïdjan en traversant la Ciscaucasie et ses principales villes.